# Sinsen-Lenkerbeck

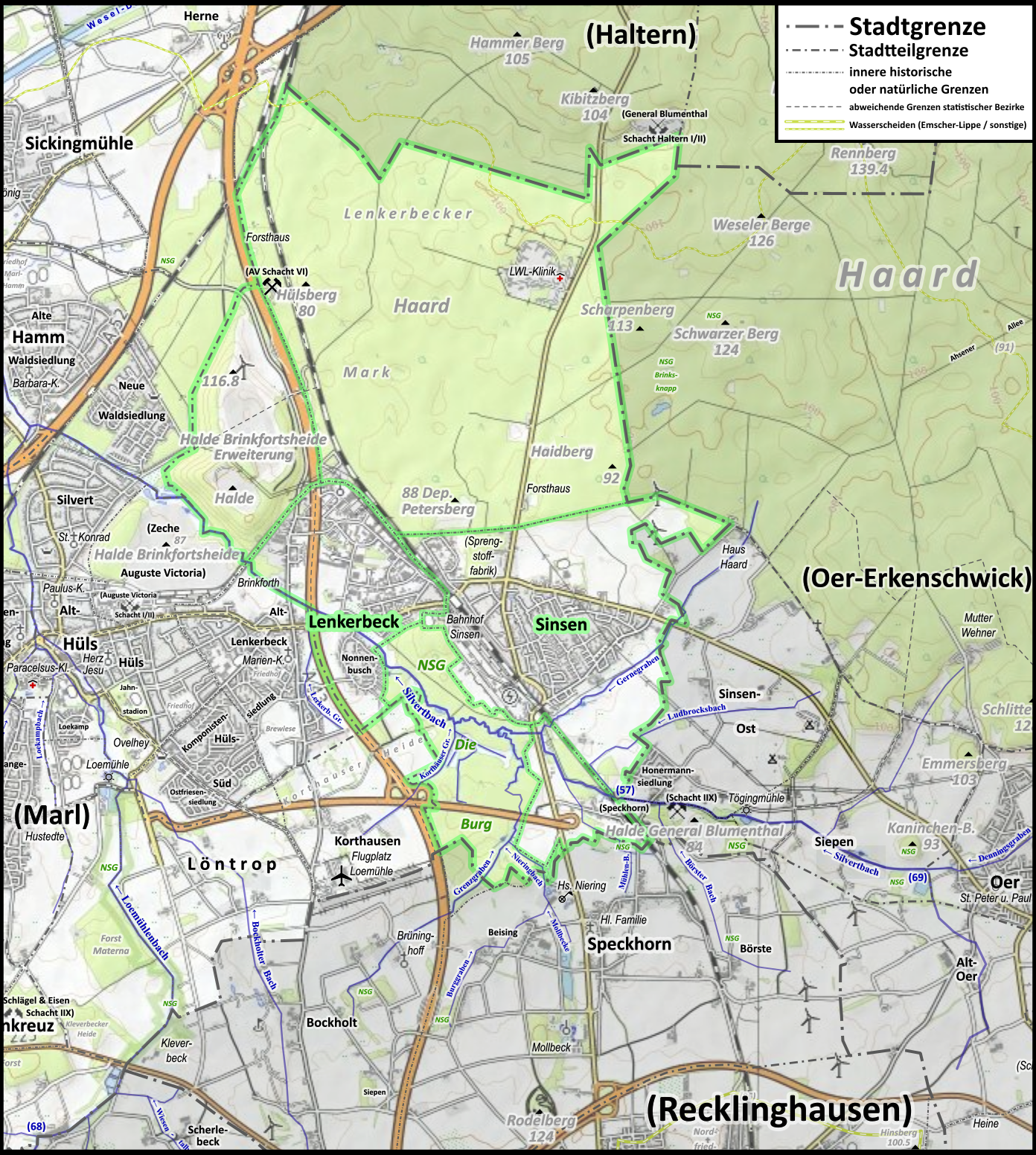
Sinsen-Lenkerbeck

Sinsen-Lenkerbeck ist ein Stadtteil im östlichen Stadtgebiet von Marl. Benannt ist er nach den ehemaligen Bauerschaften Sinsen (einst Gemeinde Oer) und Lenkerbeck (einst Landgemeinde Recklinghausen), die 1926 per Gesetz über die Neuregelung der kommunalen Grenzen im rheinisch-westfälischen Industriebezirke an Marl gingen. Jedoch beinhaltet er flächenmäßig nur etwa die Hälfte der ehemaligen Bauerschaft Sinsen und von Lenkerbeck insbesondere nicht den zentralen Teil Alt-Lenkerbeck jenseits von Silvertbach und gleichzeitig A 43, der inzwischen mit dem Stadtteil Hüls verwachsen ist.

## Lage
Sinsen-Lenkerbeck nimmt den äußersten Osten des Stadtgebiets von Marl ein und reicht nach Norden bis an die Grenze zu Haltern (Hamm-Bossendorf), nach Osten an die zu Oer-Erkenschwick (Sinsen-Ost mit der Honermannsiedlung) und nach Süden bis an die mit Recklinghausen (Speckhorn, Stadtteil Speckhorn/Bockholt). Auch nach Westen gibt es vergleichsweise scharfe Grenzen:
- im Süden, zu Korthausen bzw. Löntrop, der Ostrand der A 43, die das NSG die Burg westlich rahmt
- nördlich davon, auch zu Löntrop-Korthausen, die Feld-Wald-Grenze zwischen der Korthauser Heide und dem NSG
- westlich des Nonnenbusch, zu Hüls, wieder die A 43 (mittig)
- im nördlichen Westen, auch zu Hüls, der Silvertbach
- im Nordwesten, zu Marl-Hamm, der Westrand der Halde Brinkfortsheide Erweiterung
- im äußersten Nordwesten zu Hamm wieder der die Haard rahmende Ostrand der Autobahn und zu Sickingmühle dann die Bahngleise.

## Gliederung
Der Stadtteil gliedert sich grob in die folgenden Teile:
- Sinsen; Siedlungen und Felder östlich der Bahngleise plus Bereich des Bahnhofs; 3,38 km²
- Marler Anteil an Speckhorn (Mühlenstraße); 0,47 km²
- Lenkerbeck(-Ost); besiedeltes Gebiet östlich von entweder Silvertbach oder A 43; 1,50 km²
- Marler Anteil an der Haard nebst LWL-Klinik Marl-Sinsen (komplett östlich der A 43); 8,15 km²
- Naturschutzgebiet die Burg nebst Sinsener Wallburg; in Marl 1,42 km² (Lipperandstraße eingerechnet; in Recklinghausen stehen weitere 0,13 km² am Südrand unter Schutz)
- Halde Brinkfortsheide Erweiterung (116,8 m ü. NHN) unmittelbar westlich der Haard; 1,49 km²

Die Flächen summieren sich auf etwa 16,4 km², davon alleine die Hälfte Haard, wodurch Sinsen-Lenkerbeck zum flächengrößten Stadtteil Marls wird. Alt-Lenkerbeck, das mit 1,62 km² (ohne Zechenanteil) in etwa so viel Fläche einnimmt wie das neue, ist dabei nicht mitgerechnet, da es heute zu Hüls gezählt wird.
Die Grenzen zwischen den ehemaligen Bauerschaften sind in der Bevölkerung weitgehend unbekannt, wovon auch die Tatsache zeugt, dass die LWL-Kliniken nach Sinsen benannt sind, jedoch fast komplett auf Lenkerbecker Gebiet (Lenkerbecker Mark) liegen. Sinsen wird auch allgemein mit dem ländlichen Osten Marls nebst Haard verbunden. Die Sinsener Wallburg im Süden des NSG die Burg liegt weder auf Sinsener noch auf Lenkerbecker Grund, sondern auf dem von Löntrop, möglicherweise auch dem von Speckhorn.

## Statistischer Bezirk
Der gleichnamige statistische Überbezirk entspricht nur vage dem eigentlichen, gewachsenen Stadtteil, er wird der Einfachheit halber nach Westen genau durch die A 43 begrenzt. Durch jene Grenzziehung ist einerseits ein kleiner Teil des bauerschaftlichen Stadtteils Löntrop dort mit einbezogen, andererseits enthält er nicht den Westteil des Gewerbegebiets Lenkerbeck sowie die komplett auf altem Lenkerbecker Gebiet stehende Halde Brinkfortsheide Erweiterung; überdies wird ein kleiner Teil der Haard zwischen Autobahn und Bahnlinie östlich des Nordteils der Halde und nördlich davon ausgespart. 2020 waren im statistischen Bezirk 7782 Menschen gemeldet.
Die Fläche des statistischen Lenkerbeck fällt mit 14,390 km² etwas kleiner aus als die des Stadtteils; Die statistische Einheit enthält nicht den Westteil des Gewerbegebiets Lenkerbeck und die Halde, andererseits aber den Ostteil der Korthauser Heide.

## Verkehr
Der Bahnhof Marl-Sinsen am nordwestlichen Ortsrand von Sinsen wird im Personen- und Güterverkehr bedient.
Die VRR-Buslinien 220, 222, 226, 277 und NE6 der Vestischen Straßenbahnen erschließen den Stadtteil.
| Linie | Verlauf | Takt (Mo–Fr) |
| ----- | --- | ------------ |
| 220   | Recklinghausen Hbf – Nordviertel – Speckhorn – Marl-Sinsen – Sinsen Bf – Lenkerbeck – Hüls – Drewer – Marl Mitte                                                                | 30 min       |
| 222   | Marl-Sinsen – Sinsen Bf – Lenkerbeck – Hüls – Drewer – Marl Mitte – Alt-Marl – Polsum Ehrenmal – Gelsenkirchen-Hassel – Gelsenkirchen-Buer Nord Bf – Gelsenkirchen-Buer Rathaus | 30 min       |
| 226   | Marl Mitte – Drewer – Hüls – Lenkerbeck – Sinsen Bf – Sinsen – Oer-Mitte – Oer-Erkenschwick Berliner Platz                                                                      | 60 min       |
| TB277 | Taxibus: Haltern am See Bf – Haltern am See Kärntner Platz – Hamm-Bossendorf – Westfälische Klinik – Marl-Sinsen – Marl-Sinsen Bf                                               | 60 min       |
| NE6   | Marl Mitte – Drewer – Hüls – Lenkerbeck – Sinsen Bf – Sinsen NachtExpress: In den Nächten von Freitag auf Samstag, Samstag auf Sonntag und vor Feiertagen                       | 60 min       |